# R Coronae Borealis
R Coronae Borealis är en gul superjätte i stjärnbilden Norra kronan. Den  är prototyp för RCB-variabler bland variabla stjärnor, som bleknar åtskilliga magnituder i ljusstyrka med oregelbundna mellanrum. R Coronae Borealis har vanligen magnitud 5,7, det vill säga nätt och jämnt synlig för blotta ögat. Med mellanrum på åtskilliga månader eller år bleknar den till ungefär magnitud 14. Över ett antal månader återtar den sedan sin normala ljusstyrka, vilket gett den smeknamnet ”omvänd nova”.
Orsaken till stjärnans bortbleknande är inte säkerställd, men de två förhärskande teorierna gäller kolpartiklar, som byggs upp i stjärnans atmosfär, som blockerar en stor del av stjärnans ljus. Strålningstrycket får sedan kolpartiklarna att långsamt skingras. Teorierna som framlades i utvecklad form av Geoffrey C. Clayton 1996 kallas Orbiting Dust Cloud Theory och Dust Puff Theory.
R CrB fick från juli 2007 ett ovanligt långt minimum som pågick i drygt tio år. Stora delar av minimat finns att studera i diagrammet i faktarutan uppe till höger. Detta tycks vara det längsta minimat som någonsin observerats för R CrB.

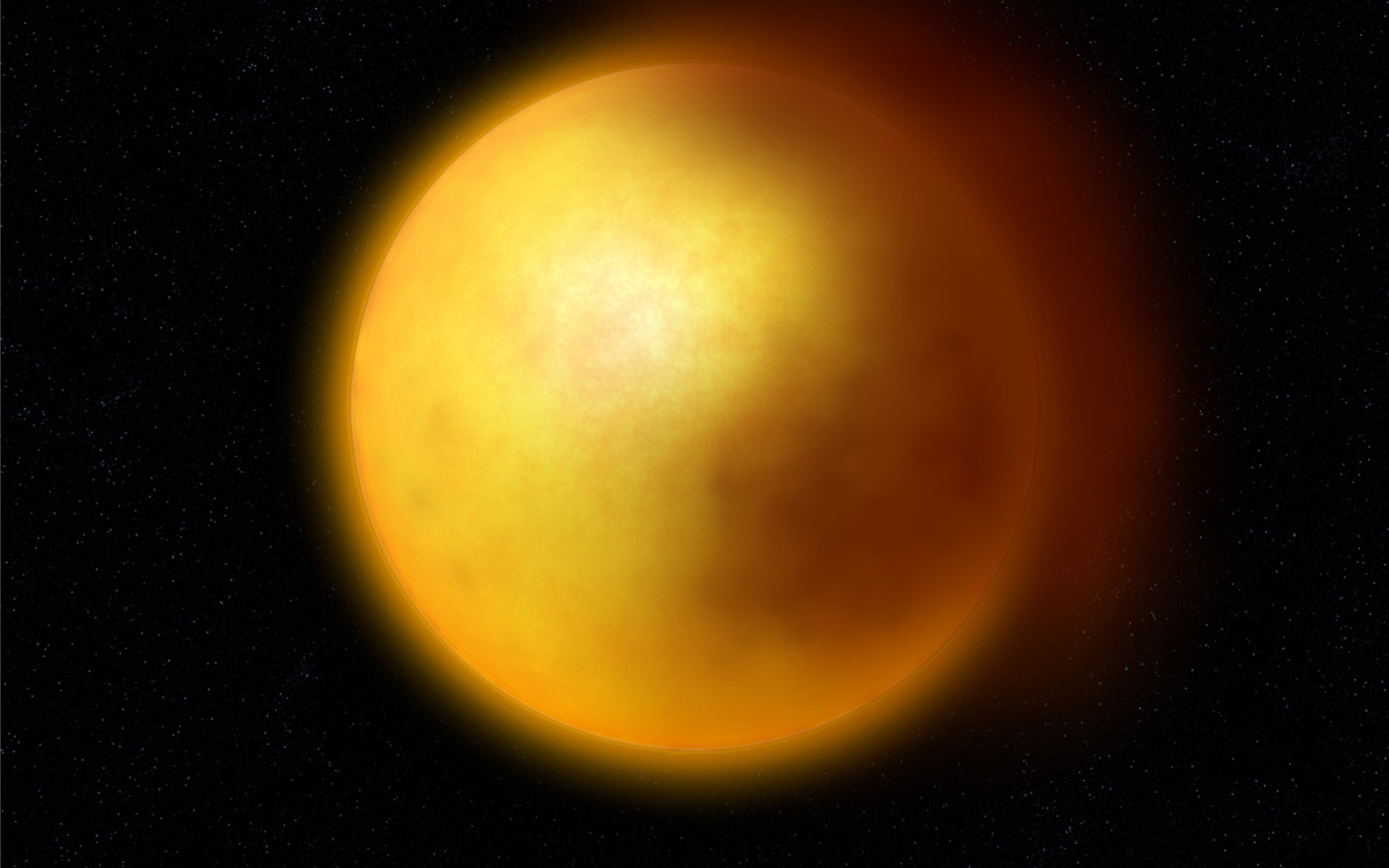
Avståndet till variabeln är för stort för att astronomerna hittills ska kunna ha bekräftat teorin om stjärnans bortbleknande. Här är konstnärens tolkning av teorin.

## RCB-variabler
R Coronae Borealis är prototyp för förmörkelsevariabler av kolstjärne-typ. Dessa "omvända novor" är extremt ovanliga. I ett försök till komplett listning av RCB-variabler,som Milone gjorde 1990 - inklusive stjärnor som endast är misstänkta RCB-variabler - kunde endast 40 stjärnor listas.

## Historik
Ljusförändringarna hos R Coronae Borealis upptäcktes av den engelske astronomen Edward Pigott 1795. Den blev känd under namnet “Variabilis Coronae”
1935 blev R Coronae Borealis första stjärna som med spektralanalys bevisades ha en annan uppbyggnad än solen.